# 霍阿里利亚德拉斯马塔斯
霍阿里利亚德拉斯马塔斯，是西班牙卡斯蒂利亚-莱昂莱昂省的一个市镇。 总面积52平方公里，总人口422人（001年），人口密度8人/平方公里。